# Grb Kameruna
Grb Kameruna sastoji se od štita iza kojeg su prekrižene dvije fasce. Štit je istih boja kao i zastava Kameruna. U sredini štita nalazi se karta države, te vaga.  
Ispod štita nalaze se službeni nazivi države na francuskom i engleskom, a iznad je državno geslo Paix, Travail, Patrie (Mir, rad, domovina). Fasce simboliziraju autoritet republike, a vaga pravdu.